# Raczek
Raczek – wieś w Polsce położona w województwie warmińsko-mazurskim, w powiecie iławskim, w gminie Lubawa.
W latach 1975–1998 – kiedy obowiązywał inny niż dzisiejszy podział administracyjny Polski – miejscowość należała do województwa olsztyńskiego.